# Kathy Burke
Kathy Burke, właśc. Katherine Lucy Bridget Burke (ur. 13 czerwca 1964 w Londynie) – brytyjska aktorka filmowa, teatralna i telewizyjna, zajmująca się również reżyserią teatralną. 
Laureatka nagrody dla najlepszej aktorki na 50. MFF w Cannes za rolę w filmie Nic doustnie (1997) w reżyserii Gary'ego Oldmana. Komediowa rola w serialu Daj, daj, daj (1999-2001) przyniosła jej British Comedy Award. Burke wystąpiła również w takich filmach, jak m.in. Elizabeth (1998) Shekhara Kapura, Taniec ulotnych marzeń (1998) Pata O'Connora, Szpieg (2011) Tomasa Alfredsona czy Piotruś. Wyprawa do Nibylandii (2015) Joe Wrighta.